# 北港灣體育場
北港灣體育場（North Harbour Stadium）因為贊助的關係所以稱為QBE體育場，是一座位於紐西蘭北岸市的體育場。
在2024年7月，新成立的澳大利亞職業足球聯賽球隊奧克蘭FC宣布他們的總部和訓練基地將設於這座體育場。在2024年9月，宣佈摩納太平洋（Moana Pasifika）將把北港灣體育場作為其全職主場，並計劃在2025年於該場館舉辦五場比賽 。這將是自2015年以來，首次在單一賽季內於該體育場舉辦超過一場超級橄欖球比賽。

## 聯盟式橄欖球測試賽
在北港灣體育場舉行的聯盟式橄欖球測試賽列表。
| Test# | 日期             | 結果                      | 觀眾數 |
| ----- | ---------------- | ------------------------- | ------ |
| 1     | 1997年9月26日    | 紐西蘭 勝 澳洲 (SL) 30-12 | 17,456 |
| 2     | 1998年4月24日*   | 紐西蘭 勝 澳洲 22-16      | 24,620 |
| 3     | 1998年10月16日   | 澳洲勝 紐西蘭 36-16       | 24,470 |
| 4     | 2003年10月18日   | 紐西蘭 勝 澳洲 30-16      | 21,296 |
| 5     | 2004年10月16日** | 紐西蘭打平澳洲 16-16      | 19,118 |

* 1998 Anzac Test.
** 賽事為2004年三國賽的一部分。

## 外部連結
- 北港灣體育場官方網站
- 北港灣體育場 at Austadiums